# IC 3753
IC 3753 је појединачна звијезда у сазвјежђу Береникина коса која се налази на листи објеката дубоког неба у Индекс каталогу.
Деклинација објекта је + 19° 7' 17" а ректасцензија 12h 46m 4,3s.